# Hydraena tarvisina
Hydraena tarvisina är en skalbaggsart som först beskrevs av Ferro 1992.  Hydraena tarvisina ingår i släktet Hydraena och familjen vattenbrynsbaggar. Inga underarter finns listade i Catalogue of Life.